# Ignaz Pfefferkorn
Ignaz Pfefferkorn SJ (* 31. Juli 1726 in Manheim, heutiger Stadtteil von Kerpen; † 16. Juni 1798 in Siegburg) war ein deutscher Jesuit, Missionar und Naturforscher. Er ist Verfasser der ersten Landesbeschreibung des Bundesstaates Sonora in Mexiko.

## Leben
Pfefferkorn kam am Festtag des hl. Ignatius von Loyola, nach dem er seinen Namen erhielt, als Sohn des kurpfälzischen Hof- und Regierungsrates Johannes Pfefferkorn zur Welt. Über seine Mutter Gudula, eine geborene Eschenbrender, ist er ein Großneffe des Kölner Domherrn und Offizials Andreas Eschenbrender.
Im Alter von 16 Jahren, am 21. Oktober 1742, trat Pfefferkorn in Trier in den Jesuitenorden ein. Möglicherweise hat ihn sein Onkel Pantaleon Eschenbrender, ebenfalls ein Angehöriger des Jesuitenordens, zu diesem Schritt ermuntert. 1756 traf er in Sonora (Neuspanien, heute Mexiko) ein, um dort für seinen Orden als Missionar zu wirken. Als erstes begab er sich zu der zerstörten Missionsstation Sonoita, wo er den Leichnam des 1751 bei einem Überfall getöteten Missionars Heinrich Ruhen bestattete. Nach einem Aufenthalt in Atil wechselte er 1761 an die Missionsstation Guevavi. Von dort aus visitierte er die Missionen der Pimería Alta. Überfälle von Apachen und eine hohe Sterblichkeit unter den Pima-Indianern, die in den Silberminen der spanischen Krone eingesetzt waren, erschwerten seine Arbeit. 1763 ging Pfefferkorn nach Cucurpe, wo er umfangreiches Material für sein landeskundliches Werk über Sonora sammelte.
Im Zuge der 1767 erfolgten Auflösung des Jesuitenordens in Spanien und seinen Provinzen wurden er und seine Mitbrüder verhaftet und 1768 über Vera Cruz nach Cádiz in Spanien verschifft. Erst 1777 gelang es seiner Schwester Isabella, der Gemahlin des kurkölnischen Hofkammerrates Theodor Berntges, Pfefferkorn durch eine Intervention des Kölner Erzbischofs Maximilian Friedrich von Königsegg-Rothenfels bei der spanischen Regierung frei zu bekommen. Nach seiner Rückkehr ins Rheinland war er für ein Jahr Vikar an der Kirche St. Pantaleon in Unkel. Anschließend begann er, möglicherweise ausgestattet mit einer Leibrente, die Abfassung seines auf drei Bände angelegten Werkes über Sonora. Von der Arbeit, die sowohl autobiographische als auch landeskundliche Züge trägt, erschienen in den Jahren 1794 und 1795 zwei Bände. U. a. liefert Pfefferkorn darin eine der wenigen Beschreibungen der Onza, einer heute ausgestorbenen Raubkatze Mittelamerikas. Ein geplanter dritter Band, der gleichwohl im Manuskript vorlag, wurde nach dem Tod Pfefferkorns nicht mehr realisiert.

## Pfefferkorn als Romanprotagonist
Die US-amerikanische Romanistin und Schriftstellerin Florence Byham Weinberg veröffentlichte bei PublishAmerica und Twilight Times Books bislang drei historische Kriminalromane, in denen Ignaz Pfefferkorn als Hauptperson mysteriöse Todesfälle aufklärt:
- Florence Byham Weinberg: Sonora Wind, Ill Wind (2002) ISBN 978-1588519870
- Florence Byham Weinberg: I’ll Come To Thee By Moonlight (2002) ISBN 978-1591296058
- Florence Byham Weinberg: The Storks of La Caridad (2005) ISBN 1-933353-21-X

Schauplatz der ersten beiden Bücher ist Sonora. Die Handlung von Band drei ist im Prämonstratenserstift La Caridad in Spanien angesiedelt. Z. Zt. arbeitet Weinberg an einem vierten Pfefferkorn-Roman, dessen Handlung u. a. im Rheinland spielen soll.